# Alexander Chaplin
Alexander Chaplin, eg. Alexander Gaberman, född 20 mars 1971 i New York i New York, är en amerikansk skådespelare. Han är gift med Daisy Prince och har en dotter med henne.

## Filmografi
- 2007 – New York City Serenade
- 2006 – Shut Up and Sing
- 2005 – Confessions of a Dog
- 2004 – Dog Gone Love
- 2003 – All Grown Up
- 2002 – Alma Mater
- 1996-2000 - Spin City
- 1999 – 30 Days
- 1995 – The Basketball Diaries

Alexander har även medverkat i serier som Scrubs, Spin City, Numb3rs, Law & Order och Ugly Betty.